# Fatma Zohra Mechti
Fatma Zohra Mechti, née le 23 janvier 1959 à Hussein Dey, est une judokate algérienne.

## Carrière
Fatma Zohra Mechti pratique le judo dès l'âge de neuf ans ; elle pratique en parallèle le basket-ball, devenant championne d'Algérie  en 1982 dans la catégorie (53kg) jusqu'à 1987 .
Aux Championnats d'Afrique de judo 1986 à Casablanca, Fatma Zohra Mechti remporte la médaille d'or dans la catégorie des moins de 52 kg.
Elle obtient la médaille d'or par équipes aux Championnats d'Afrique de judo 1987 à Tunis.
Elle devient par la suite arbitre nationale de judo et journaliste sportive à l'Établissement public de télévision. De 2008 à 2012, elle est chargée de la commission d'information et de la commission de développement du sport féminin à la Ligue d’Alger de judo.